# Фамбаре Уаттара Натчаба
Фамбаре Уаттара Натчаба (17 квітня 1945 — 15 жовтня 2020) — тоголезький політик. Він був президентом Національної асамблеї Того з вересня 2000 по лютий 2005 року. Він є видатним членом провладного конгресу народів тоголезів і є членом Панафриканського парламенту, який представляє Того. Міністр закордонних справ та співробітництва (1992—1994).

## Життєпис
Натчаба народився в Гандо, Того. Він був директором офісу президента Еядема Гнассінгбе з 1977 по 1981 рік і був членом Національного комітету, відповідального за підготовку тексту Конституції 1980 року. Він був делегатом РПТ на Національній конференції в Того в 1991 році і був міністром закордонних справ та співробітництва з 14 вересня 1992 по 20 березня 1994 р.
Він був вперше обраний до Національної асамблеї в лютому 1994 року, представляючи префектуру Оті в регіоні Савани. Він був переобраний на парламентських виборах у березні 1999 року кандидатом від РПТ в Третьому окрузі префектури Оті; він не зіткнувся з опозицією і завоював місце зі 100 % голосів. Він був президентом Парламентської групи РПТ та першим віце-президентом Національної Асамблеї до обрання Президентом Національної Асамблеї 3 вересня 2000 року. Після парламентських виборів у жовтні 2002 р. він був переобраний президентом Національної Асамблеї, маючи 73 голоси «за», три «проти», один недійсний голос і один утримався. Коли в березні 2004 року Панафриканський парламент розпочав засідання, Натчаба став одним із п'яти членів від Того.